# Langelandia thesalica
Langelandia thesalica es una especie de coleóptero de la familia Zopheridae.

## Distribución geográfica
Habita en Grecia.